# Reinoud I van Schoonvorst
Reinoud I van Schoonvorst, ook Reinhard Mascherel van Schönau of van Schönforst, ook Reinier, Renier of Renerus (ca. 1305 - Rhodos, 27 december 1376), was een 14e-eeuwse ridder, diplomaat en zakenman uit het adellijke geslacht Van Schoonvorst. Hij was onder andere heer van Schönau, Monschau en Zichem, en korte tijd heer van Valkenburg. Door zijn enorme rijkdom wist hij tijdelijk de voogdij over het abdijvorstendom Stavelot-Malmedy, de burchten Reuland en La Roche-en-Ardenne en de stad en burcht Durbuy te verkrijgen.

## Biografische schets
Reinoud was een telg uit het geslacht Von Schönau, dat zich later Von Schönforst (Nederlands: Van Schoonvorst) noemde. Hij was een van de zeven zonen van Rasso II van Schönau, heer van de burchten Schönau, Ülpenich en Monschau(?). Zijn moeder stamde uit het geslacht Van den Bongard. Al op jonge leeftijd, waarschijnlijk al in 1320, trad Reinoud in als kanunnik bij het Sint-Servaaskapittel in Maastricht, waar zijn oom Gerard toen deken was. Mogelijk werd hij hier gewijd tot diaken, de eerste van de drie priesterwijdingen. In 1338 werd hij nog genoemd als kanunnik te Maastricht; mogelijk gaf hij deze lucratieve prebende pas in 1348 op ten gunste van zijn broer Jan. Zijn oudere broer Amelius was van 1330 tot 1350 abt van Sint-Truiden en zou zich met de opvoeding en carrières van zijn jongere broers bemoeid hebben.
In deze periode trad hij tevens naar voren als raadsman van markgraaf Willem VI van Gulik, een functie die hij wellicht verwierf door bemiddeling van diens broer Walram van Gulik, in die tijd proost van Sint-Servaas. Van 1337 tot 1340, tijdens de Honderdjarige Oorlog, ondernam hij voor de markgraaf diverse diplomatieke reizen naar Engeland. Later wist hij zijn Londense contacten handig te benutten in de wolhandel, waardoor hij een vermogen kon vergaren.
In 1339 streed hij aan Engels-Gulikse zijde mee in het beleg van Kamerijk en een jaar later in Doornik. Bij die laatste belegering vestigde Reinoud zijn reputatie met name door de gewaagde gevangenneming van Karel de Montmorency (1325–1381), de latere maarschalk van Frankrijk. Van 1344 tot 1346 was hij opperste bevelhebber van het leger van de Luikse prins-bisschop. In 1346 streed hij mee aan Luikse zijde in de slag bij Vottem (zie: Loonse Successieoorlogen). Daarna diende hij korte tijd keizer Karel IV en Jan de Blinde, graaf van Luxemburg en koning van Bohemen. Naast zijn militaire loopbaan trad Reinoud omstreeks 1345 in dienst van de keurvorst van Keulen, waar hij tot taak kreeg de overheidsfinanciën op orde te brengen.

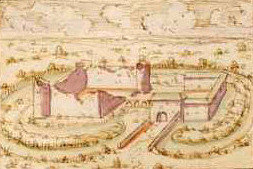
Ruïne burcht Schönau (begin 18e eeuw)

Waarschijnlijk werd Reinoud pas in 1346 tot ridder geslagen. Een jaar later bouwde hij de burcht Schönau en kort daarop werd hij bevestigd als heer van de heerlijkheid Schönau, vanaf die tijd Schoonvorst (Schönforst) genoemd. Tevens bezat hij de voogdijrechten over de abdij van Kornelimünster.

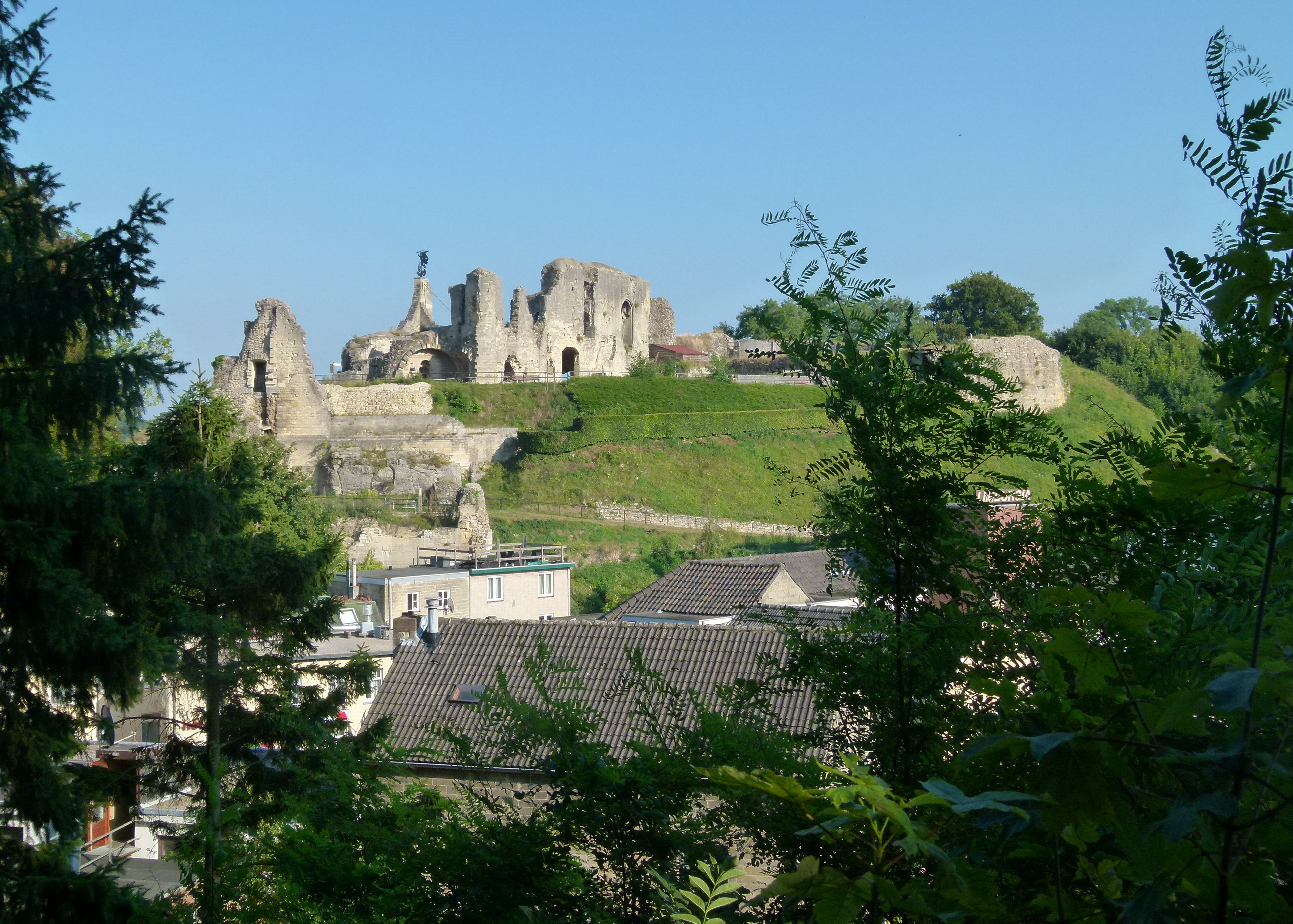
Kasteelruïne van Valkenburg

In augustus 1352 overleed Jan van Valkenburg, de laatste telg uit de Kleefse lijn van het Valkenburgs-Heinsbergse Huis. Hij stierf zonder nakomelingen en liet een bankroet land van Valkenburg en Monschauer land achter. Daarop brak de Valkenburgse erfopvolgingsstrijd uit. Reinoud van Schoonvorst wist zich enige tijd meester te maken van de Valkenburgse erfenis. Hij leende namelijk 21.000 gouden schilden aan Hendrik van Vlaanderen, de echtgenoot van Filippa van Valkenburg, Jans oudste zuster, die in 1352 door de keizer werd beleend met Valkenburg. Wellicht kon Hendrik van Vlaanderen niet aan zijn schulden voldoen, want op 1 april 1354 beleende koning Karel IV Reinoud met Valkenburg. Uiteindelijk wist hij alleen Monschau te behouden, want op de Rijksdag te Metz verhief Karel IV op 25 december 1356 Valkenburg tot graafschap. Bij die gelegenheid werd Willem VI van Gulik graaf (voorheen heer) van Valkenburg en hertog (voorheen graaf) van Gulik. Na enkele onrustige decennia wisten de hertogen van Brabant zich in 1378 meester te maken van Valkenburg.
In 1358 kocht Reinoud van Schoonvorst de heerlijkheid Zichem voor 70.000 gulden van Willem VI van Gulik, die het geërfd had van zijn moeder, Elisabeth van Brabant-Aarschot. In 1359 werd Reinoud genoemd in de archieven van Roermond omdat hij de inwoners een nieuwe tolvrijheid schonk, die hij van keizer Karel IV had verkregen.
Reinoud streed in 1371 aan Brabantse zijde in de slag bij Baesweiler, maar zijn zoon Reinoud II werd gevangengenomen en hijzelf sloeg op de vlucht. Zijn aanzien leed hieronder zo zeer dat hij in 1375 als ridder van de Orde van Sint-Jan de wijk nam naar Rhodos, waar hij een jaar later overleed.

## Huwelijk en nageslacht
Reinhards eerste echtgenote was Catharina van Wildenburg († 25 maart 1368), dochter van Filips van Wildenburg en Johanna van der Mark. Catherina was een nicht van de Luikse prins-bisschop Adolf van der Mark en de weduwe van Otto II (of Oyst) van Born, Elsloo, Kessenich en Bocholt. Door dit huwelijk kwam hij in het bezit van die gebieden, die hij, met uitzondering van Kessenich, uit handen van een zoon uit Catharina's eerste huwelijk wist te houden. Later erfde Reinoud via Catharina's dochter het graafschap Nieuwenaar (Neuenahr). Bovendien werd hij door het huwelijk opgenomen in het Huis van der Mark en het huis Gulik, waardoor hij verwant was met de belangrijkste machthebbers in het Maas-Rijngebied: graaf Adolf II van Mark-Altena, graaf Willem VI van Gulik, aartsbisschop en keurvorst Walram van Gulik van Keulen en de prins-bisschoppen Adolf en Engelbert III van der Mark van Luik.
Reinhard en Catherina trouwden omstreeks 1345 en hadden de volgende nakomelingen:
- Reinoud II van Schoonvorst († 1419), heer van Schönau/Schoonvorst en Zichem (vanaf 1371).
- Koenraad († 7 maart 1403?), heer van Elsloo en Sittard
- Jan I van Schoonvorst († 1382), proost van het Sint-Servaaskapittel in Maastricht (ca. 1360 - ca. 1368), uitgetreden, werd in 1369 burggraaf van Monschau en was daarnaast drossaard in Brabant. Hij huwde omstreeks 1368 Margareta van Merode. Hun zoon Jan II volgde zijn vader op in Monschau, een andere zoon werd kanunnik in Luik en hun dochter Catharina trad in 1432 in het huwelijk met Schaffried, graaf van Leiningen.
- Engelbert van Schoonvorst, eveneens ex-proost van Sint-Servaas (ca. 1368 - ca. 1380), heer van Hartelstein, trad rond 1380 in het huwelijk met Agnes van Pallandt.
- Amelius van Schoonhoven, ook Johannes jr. genoemd, waarschijnlijk een buitenechtelijk kind van Reinoud; overleed  in 1374 als kanunnik van Sint-Servaas.[17]

Verder hadden Reinoud en Catharina vier dochters: Filippa, Mechtild, Elisabeth en Adelheid, over wie vrijwel niets bekend is.
Na Catherina's overlijden huwde Reinoud in 1370 Isabelle van Hamal tot Vogelsanck, dochter van Jan van Hamal en Maria van Oreye. Dit huwelijk bleef kinderloos.

## Nalatenschap
Reinouds rijkdom en opmerkelijke loopbaan was in de 14e eeuw wijd en zijd bekend. Hij gold als een van de rijkste financiers aan de Nederrijn en leende onder meer geld aan de keurvorst van Keulen. De 14e-eeuwse Luikse kroniekschrijver Jacques de Hemricourt beschreef hem als de "door het geluk meest begunstigde ridder in het land tussen Maas en Rijn van de afgelopen honderd jaar". De maatschappelijke opmars van Reinoud en zijn familie weerspiegelde zich na zijn dood in de aanname van de nieuwe familienaam Van Schoonvorst, naar het landgoed Forst bij Aken, de kern van de familiebezittingen.